# Губич, Юрий Григорьевич
Ю́рий Григо́рьевич Губич (18 сентября 1946, Горловка, Сталинская область — 22 марта 1980, Горловка, Донецкая область) — советский футболист, защитник.
Воспитанник школы горловского «Шахтёра», во второй группе класса «А» за команду в 1964—1965 годах сыграл 56 матчей, забил один гол. В 1965—1974 годах играл за «Шахтёр» Донецк, в 213 матчах забил 9 мячей.
Скончался в 1980 году в возрасте 33 лет.